# Инфантино, Кармайн
Кармайн Майкл Инфантино (англ. Carmine Michael Infantino; 24 мая 1925 года, Бруклин США — 4 апреля 2013 года, Манхэттен, США) — американский художник и редактор комиксов, оказавший сильное влияние на становление Серебряного века комиксов. В 2000 году удостоен места в Зале славы премии Айснера.

## Ранние годы
Кармайн Инфантино в квартире своей семьи в Бруклине. Его отец, Пасквали «Патрик» Инфантино, также родом из Нью-Йорка, поначалу был музыкантом: саксофонистом, кларнетистом и скрипачом в одной группе с композитором Гарри Уорреном. Однако, обеднев в годы Великой депрессии, Инфантино-старший устроился водопроводчиком. Мать Кармайна Инфантино, Анжела Роза Делла Бадья, была эмигранткой из горного городка Калитри, который находится к северо-востоку от Неаполя.
Кармайн Инфантино учился в двух средних школах в Бруклине, после чего пошел в Школу промышленного дизайна (ныне это Школа искусств и дизайна) на Манхэттэне. На первом году обучения Инфантино стал работать на Гарри Чеслера, студия которого была одной из немногих «поставщиков» комиксов, то есть тех, кто создавал полные комиксы для последующего издания издательством, надеющимся стать частью Золотого века комиксов 1930—1940-х годов. Как вспоминал Инфантино:

Я мальчишкой часто обходил фирмы, стараясь там встретить определённых людей — но ничего не происходило. И вот однажды я пошёл в одну контору на 23-й улице, старый разбитый склад, и там встретил Гарри Чеслера. Мне говорили, что он злой человек, что он использовал людей, и он набирал художников. Но со мною он был ласков. Он сказал: «Послушай, пацан. Сейчас ты поднимешься сюда и я буду давать тебе по доллару в день, только изучай искусство, учись и расти». Я подумал, что это будет чертовски здорово с его стороны. И в течение целого лета он делал то, что обещал.
Оригинальный текст (англ.)I used to go around as a youngster into companies, go in and try to meet people — nothing ever happened. One day I went to this place on 23rd Street, this old broken-down warehouse, and I met Harry Chesler. Now, I was told he was a mean guy and he used people and he took artists. But he was very sweet to me. He said, 'Look, kid. You come up here, I'll give you a dollar a day, just study art, learn, and grow.' That was damn nice of him, I thought. He did that for me for a whole summer.

## Карьера
Инфантино начал с работы контуровщика, обводя чернилами карандашные рисунки Джека Фроста авторства Фрэнка Джакоии, опубликованные в USA Comics #3 (дата на обложке январь 1942) издательства Timely Comics, предшественника Marvel Comics. В своей автобиографии он писал:

…Фрэнк Джакоия и я постоянно взаимодействовали. Однажды в 1940-х мы решили обратиться к издательству Timely Comics,… и попробовать найти там работу. Они дали нам сценарий под названием «Джек Фрост», и он стал первой нашей изданной работой. Фрэнк работал карандашом, а я делал контуры. Джо Саймон был нашим редактором, и он предложил нам работать в штате. Фрэнк бросил учёбу и согласился. Я отчаянно хотел последовать за ним и сказал отцу, что это прекрасная возможность. В ответ он сказал: «Ни за что! Ты закончишь школу!». Дела шли очень плохо, мы сильно нуждались в деньгах, но он всё равно не позволил мне бросить школу. Он добавил: «Школа важнее. Если ты настолько хорош, для тебя там всегда найдётся работа». Я не мог не любить его за это. Так Фрэнк нашёл работу, а я нет. Мне было 15 или 16 лет и я продолжал крутиться в 1940-х в поисках внештатной работы, продолжая обучение.
Оригинальный текст (англ.)...Frank Giacoia and I were in constant contact. One day in '40 we decided to go up to Timely Comics ... to see if we could get some work. They gave us a script called 'Jack Frost' and that story became our first published work. Frank did the pencils and I did the inking. Joe Simon was the editor and he offered us both a staff job. Frank quit school and took the job. I wanted desperately to quit school and I told my father that it was a great opportunity. He said, 'No way! You're gonna finish school.' Things were very bad, he was desperate for money, but he wouldn't let me quit school. He said, 'School comes first. If you're that good, the job will be there later.' I can't love the man enough for that. So Frank took the job and I didn't. I was 15 or 16 and I just kept making my rounds in the early '40s, looking for freelance work while continuing my studies.

Инфантино в конечном счёте работал на несколько издательств в течение 1940-х, рисуя истории о Человеке-факеле и Ангеле для Timely; истории Эйрбоя и Хипа для Hillman Periodicals; работал на поставщика комиксов Джека Биндера, который создавал комиксы для Fawcett Comics; недолго работал на Holyoke Publishing; впоследствии окончательно закрепился в DC Comics. Первой изданной работой для DC стал рассказ The Black Canary (рус.  «Чёрная канарейка»), шестистраничная история Джонни Тандера для выпуска Flash Comics #86 (август 1947), представившая читателям новую супергероиню — Чёрную Канарейку. Имя Инфантино долго ассоциировалось с мифологией Флэша, над которой он работал начиная с сюжета The Secret City (рус.  «Тайный город») для выпуска All-Flash #31 (октябрь-ноябрь 1947). Кроме того, он стал постоянным художником для историй о Зелёном Фонаре Золотого Века и Обществе Справедливости Америки.
В течение 1950-х Инфантино внештатно работал на Джо Саймона и издательство Джека Кирби, Prize Comics, рисуя сюжеты о Чарли Чене. По возвращении в DC в период упадка интереса к супергероям, Инфантино рисовал вестерны, детективы с элементами мистики, научно-фантастические комиксы.

### Серебряный век комиксов
В 1956 году редактор Юлиус Шварц поручил писателю Роберту Канигеру и Кармайну осуществить первую попытку возрождения историй о супергероях: создать новую версию Флэша, которая должна была появиться в пробном выпуске Showcase #4 (октябрь 1956). Инфантино создал получившую известность униформу с жёлтым знаком на груди (напоминающую о супергерое Капитане Марвеле из комиксов Fawcett), стараясь сделать костюм максимально обтекаемым. Был создан новый визуальный язык для того, чтобы изобразить скорость Флэша — вертикальные и горизонтальные линии движения, превращавшие героя в жёлто-красное размытое пятно. Триумфальный успех нового, ориентированного на научную фантастику Флэша возвестил о всеобщем возвращении супергероев и начале того, что поклонники и историки называют Серебряным веком комиксов
Инфантино нарисовал Flash of Two Worlds, знаковую историю, изданную в выпуске The Flash #123 (сентябрь 1961), представившем Землю-2 и понятие мультивселенной DC Comics. Инфантино продолжил работать на Юлиуса Шварца, создавая сюжеты и серии комиксов, в особенности над историями об Адаме Стрэндже для серии выпусков Mystery in Space (рус.  «Тайны космоса»), сменив создателя персонажа, Майка Сековски. В 1964 году Юлиуса Шварца назначили ответственным за возрождение практически закрытой серии историй о Бэтмене. Писатель Джон Брум и художник Кармайн Инфантино избавились от глупых по их мнению деталей, которые вкрались в серию (вроде собаки Бэтмена Эйса и Бэт-Майта), и создали «новое видение» Бэтмена и Робина, теперь более ориентированное на жанр детектива и с более грамотно составленными историями, превратившими серию в хит.
Среди прочих сюжетов и персонажей, над которыми Инфантино работал для DC Comics, включают сюжет The Space Museum (рус.  «Космический музей») и персонажа Удлиняющегося человека. Совместно с Гарднером Фоксом Инфантино представил публике Барбару Гордон как новую версию Бэтгёрл в выпуске Detective Comics #359 (январь 1967). Писатель Арнольд Дрейк совместно с Инфантино создал сверхъестественного супергероя Дэдмена и представил его в выпуске Strange Adventures #205 (октябрь 1967). Эта история включала первое известное в истории комиксов описание наркотиков, которое прошло цензуру.
После смерти Уилсона Маккоя, художника комиксов о Фантоме, Инфантино закончил одну из его историй. Инфантино был кандидатом на должность постоянного художника комиксов о Фантоме, но работа досталась художнику Сеймуру Барри.

### Главный редактор DC Comics
В конце 1966 — начале 1967 годов. Ирвин Доненфильд назначил Инфантино разработчиком дизайна обложек для всех изданий DC. Стэн Ли узнал об этом и предложил Инфантино 22 000 долларов за переход в Marvel. Издатель Джек Лебовиц подтвердил, что DC Comics не могло предложить больше, но они могли повысить Инфантино до арт-директора. Первоначально отказавшись, Инфантино принял «вызов» Лебовица, согласившись повышение, и остался в DC. Когда DC Comics было продано Kinney National Company, Инфантино был вновь повышен, уже до главного редактора. Он начал с поиска новых талантов и ряда кадровых перестановок. Так он нанял Джо Джордано, ушедшего из издательства Charlton Comics, а художники Джо Орландо, Джо Куберт и Майк Сековски стали редакторами. Также, в качестве новых талантов, в издательство были привлечены писатель Дэнни О’Нил и художник Нил Адамс. Несколько старых персонажей получило новые истории благодаря Дэнни О’Нилу, включая Чудо-женщину, Бэтмена, Зелёного Фонаря, Зелёную Стрелу и Супермена.
В 1970 году Инфантино от лица DC Comics подписал контракт c легендарным художником Marvel Comics Джеком Кёрби. Начав с сюжета Superman’s Pal Jimmy Olsen (рус.  «Джими Олсен, приятель Супермена») Джек Кёрби работал над сагой Fourth World (рус.  «Четвёртый мир»), которая вплелась в существующую серию, и три новых, созданные им самим, серии. После того, как сага была закрыта, Джек Кёрби работал над несколькими сериями, включая серии об персонажах OMAC (One-Man Army Corps, рус.  «Армейский корпус в одном человеке»), Каманди, Демоне и, совместно с бывшим партнёром Джо Саймоном, новом воплощении Песочного человека, вплоть до своего возвращения в Marvel в 1975 году.

### Издатель DC Comics
Инфантино стал издателем DC Comics в 1971, в период снижения тиражей комиксов издательства, и он предпринял попытку внести изменения. Для начала он увеличил стоимость, указанную на обложке, с 15 до 25 центов за экземпляр, но вместе с тем увеличил количество страниц в выпуске, добавив перепечатку и некоторые другие дополнительные особенности. Издательство-конкурент, Marvel Comics, ответило на рост цен, определив стоимость для своих тиражей в 20 центов за экземпляр одного выпуска; DC Comics сохранило прежнюю цену, 25 центов, что плохо сказалось на общем объёме продаж.
Инфантино и сценарист комиксов Лен Уэйн вместе создали сюжет «Человеческая мишень» (англ.  Human Target), опубликовав его на страницах выпуска Action Comics #419 (декабрь 1972). Сюжет был адаптирован в мини-сериал канала ABC, где главную роль сыграл Рик Спрингфилд. Премьера сериала состоялась в июле 1992.
После консультации со сценаристом Марио Пьюзо о двух экранизациях комиксов о Супермене (фильмах «Супермен» и «Супермен 2») Инфантино начал сотрудничество с издательством Marvel Comics по поводу выхода исторического кроссовера между вселенными Marvel и DC — Супермен против Удивительного Человека-паука (англ. Superman vs. the Amazing Spider-Man). В январе 1976 года Инфантино на посту издателя заменила Дженнет Кан, новичок в области. Инфантино же вернулся к профессии внештатного художника.

### Дальнейшая карьера
Позднее Инфантино работал над многими сериями сюжетов для Warren Publishing и Marvel, включая серии Star Wars, о Женщине-пауке и Нове. Его краткое сотрудничество с Джимом Шутером в результате привело к появлению персонаже Палладина в выпуске Daredevil #150 (январь 1978). Пока Инфантино работал над комиксами по вселенной Звёздных Войн, это было самое популярное издание в индустрии комиксов. В 1981 году Инфантино вернулся в DC Comics и совместно с писателем Марвом Вулфмэном создал перезапуск сюжета Dial H for Hero (рус.  «Чтобы вызвать героя, наберите «Эйч»), опубликованный в специальном буклете, вставленном в выпуск Legion of Super-Heroes #272 (февраль 1981). Он и писатель Кэри Бэйтс выпустили дополнительную историю о Бэтмене в выпуске Detective Comics #500 (март 1981). Позже Инфантино вернулся к работе над серией историй о Флэше, опубликовав выпуск The Flash #296 (апрель 1981). Он стал художником выпуска The Flash #300 (август 1981), который вышел в формате комикса за один доллар, а также художником двойного выпуска Justice League of America #200 (март 1982).
Другие проекты 1980-х включали рисунки карандашом для серии The Daring New Adventures of Supergirl (рус.  «Отважные новые приключения Супергёрл»),, минисерии Red Tornado (рус.  «Красный торнадо») и комикс-издания для телесериала V (мини-сериал из двух частей, по которому в 2009 году создан ремейк под названием «Vизитёры»). В 1990 году он сменил Маршала Роджерса на посту художника газетного издания о Бэтмене и оставался на нём до закрытия издания через год. В 1990-х годах Инфантино был преподавателем в Школе изобразительных искусств, после чего ушёл на пенсию. Несмотря на это, он всё же появлялся на некоторых конвенциях комиксов в начале XXI века.
В 2004 году Инфантино выиграл суд против DC за авторские права на тех персонажей, автором которых он являлся, работая внештатно. Среди них — некоторые персонажи историй о Флэше, в частности Уолли Уэст, Айрис Уэст, Капитан Холод, Капитан Бумеранг, Магистр Зеркал, Горилла Гродд, а также Удлиняющийся человек и Бэтгёрл.
Инфантино написал или способствовал написанию двух книг о своей жизни и карьере: The Amazing World of Carmine Infantino (рус.  «Удивительный мир Кармайна Инфантино»; Vanguard Productions, ISBN 1-887591-12-5) и Carmine Infantino: Penciler, Publisher, Provocateur (рус.  «Кармайн Инфантино: Художник карандашом, издатель, провокатор»; Tomorrows Publishing, ISBN 1-60549-025-3)
Инфантино приходился дядей Джиму Инфантино, музыканту группы Jim’s Big Ego Он также является создателем обложки альбома этой группы 2003 года They’re Everywhere (рус.  «Они везде»), в котором имеется песня о Флэше — The Ballad of Barry Allen (рус.  «Баллада о Барри Аллене»).

## Смерть
Инфантино умер 4 апреля 2013 года, в возрасте 87 лет, в своём доме в Манхэттэне, не оставив живых прямых наследников.
В официальном заявлении DC Comics соиздатель Дэн Дидио сказал, что в мире найдётся немного людей, оказавших такое же влияние на индустрию комиксов, какое оказал Кармайн Инфантино. Также он отметил, что Инфантино стал связующим звеном между Золотым и Серебряным веками комиксов, в самые успешные моменты сопровождая издательство и устанавливая направления для развития персонажей, которые заметны даже в наши дни. Также Дидио пообещал, что наследие Кармайна Инфантино останется с DC Comics навсегда.

### DC Comics
- Action Comics (Человеческая мишень) #419 (1972); (о Супермене, Найтвинге, Зелёном Фонаре Хэле Джордане, Дэдмене) #642 (1989)
- Adventure Comics (о Чёрной канарейке) #399 (1970); (Чтобы вызвать героя, набирайте «Эйч») #479-485, 487—490 (1981-82)
- Adventures of Rex, the Wonder Dog (о детективе Шимпе) #1-4, 6, 13, 15-46 (1952—1959)
- Batman #165-175, 177, 181, 183—184, 188—192, 194—199, 208, 220, 234—235, 255, 258—259, 261—262 (1964—1975)
- Best of DC (о команде Юных Титанов) #18 (1981)
- The Brave and the Bold #67, 72, 172, 183, 190, 194 (1966-83)
- Danger Trail (минисерия) #1-4 (1993)
- DC Challenge #3 (1986)
- DC Comics Presents (о Супермене и Флэше) #73 (1984)
- DC Comics Presents: Batman (выпуск как дань уважения Юлиусу Шварцу) (2004)
- Detective Comics (о Бэтмене): #327, 329, 331, 333, 335, 337, 339, 341, 343, 345, 347, 349, 351, 353, 355, 357, 359, 361, 363, 366—367, 369; (об Удлиняющемся человеке): #327-330, 332—342, 344—358, 362—363, 366—367, 500 (1964-67, 1981)
- Flash #105-174 (1959-67), #296-350 (1981-85)
- Green Lantern, vol. 2, #53 (1967); (об Адаме Стрэндже): #137, 145—147; (о Корпусе Зелёных Фонарей) #151-153 (1981-82)
- House of Mystery #294, 296 (1981)
- Justice League of America #200, 206 (1982)
- Legion of Super-Heroes (Чтобы вызвать героя, набирайте «Эйч») #272; (дополнительная история) #289 (1981—1982)
- Mystery in Space #117 (1981)
- Phantom Stranger #1-3, 5-6 (1952-53)
- Red Tornado, минисерия, #1-4 (1985)
- Secret Origins (об Адаме Стрэндже) #17; (о Горилле Гродде) #40; (о Космическом Музее) #50; (о Флэше) Annual #2 (1987-90)
- Showcase (о Флэше) #4, 8, 13, 14 (1956-58)
- Strange Adventures (о Дэдмэне) #205 (1967)
- Super Powers, минисерия, #1-4 (1986)
- Supergirl, vol. 2, #1-20, 22-23 (1982-84)
- Superman (о Супергёрл) #376; (о Супермене) #404 (1982-85)
- Superman meets the Quik Bunny (1987)
- Teen Titans #27, 30 (1970)
- Tales of the Teen Titans #49 (1984)
- V #1-3, 6-16 (1985-86)
- World’s Finest Comics (о Человеке-ястребе) #276, 282 (1982)

### Marvel Comics
- Avengers #178, 197, 203, 244 (1978-84)
- Captain America #245 (1980)
- Daredevil #149-150, 152 (1977-78)
- Defenders #55-56 (1978)
- Ghost Rider #43-44 (1980)
- Howard the Duck #21, 28 (1978)
- Incredible Hulk #244 (1980)
- Iron Man #108-109, 122, 158 (1978-82)
- Marvel Fanfare (о Докторе Стрэндже) #8; (о Шанне-дьяволице) #56 (1991)
- Marvel Preview (о Звёздном лорде) #14-15 (1978)
- Marvel Team-Up #92-93, 97, 105 (1980-81)
- Ms. Marvel #14, 19 (1978)
- Nova #15-20, 22-25 (1977-79)
- Savage Sword of Conan #34 (1978)
- Spider-Woman #1-19 (1978-79)
- Star Wars #11-15, 18-37, 45-48, Annual #2 (полная прорисовка); #53-54 (совместно с Уолтом Симпсоном) (1978-82)
- Super-Villain Team-Up #16 (May 1979)
- What If (о Нове) #15; (о Призрачном Гонщике, Женщине-пауке и Капитане Марвеле (не путать с одноимённым героем из комиксов DC)) #17 (1979)

### Warren Comics
- Creepy #83-90, 93, 98 (1976-78)
- Eerie #77, 79-84 (1976-77)
- Vampirella (дополнительные истории) #57-60 (1977)

## Награды
Список наград Кармайна Инфантино:
- 1958 — Премия Национального общества мультипликаторов, за лучший журнал комиксов.
- 1961 — Аллея Звёзд, за лучший одиночный выпуск: The Flash #123 (вместе с Гарднером Фоксом).
- 1961 — Аллея Звёзд, за лучший сюжет: Flash of Two Worlds в выпуске The Flash #123 (вместе с Гарднером Фоксом).
- 1961 — Аллея Звёзд, как лучшему художнику.
- 1962 — Аллея Звёзд, за лучшую историю книжного формата: The Planet that Came to a Standstill! (рус.  «Планета, которая зашла в тупик») (вместе с Гарднером Фоксом).
- 1962 — Аллея Звёзд, как лучшему художнику карандашом.
- 1963 — Аллея Звёзд, как лучшему художнику.
- 1964 — Аллея Звёзд, за лучший рассказ: Doorway to the Unknown (рус.  «Через дверь в неизвестность») (вместе с Джоном Брумом)
- 1964 — Аллея Звёзд, как лучшему художнику карандашом.
- 1964 — Аллея Звёзд, за лучшую обложку для комикса: Detective Comics #329 (вместе с Мёрфи Андерсеном).
- 1967 — Аллея Звёзд, за лучший полнометражный сюжет: Who’s Been Lying in My Grave? (рус.  «Кто лежал в моей могиле?») в выпуске Strange Adventures #205 (вместе с Арнольдом Дрэйком).
- 1967 — Аллея Звёзд, лучшая новая сюжетная линия: Deadman в выпусках серии Strange Adventures (вместе с Арнольдом Дрэйком).
- 1969 — Аллея Звёзд, особая премия «Человеку, в ком блещет дух инноваций и изобретательность в области искусства комиксов»
- 1985 — Кармайн Инфантино указан в особой серии из 50 выпусков «50 тех, кто сделал DC Comics великими»[46]